# FIA WTCC orosz nagydíj
A FIA WTCC orosz nagydíjat a Moscow Raceway-en rendezik meg Volokolamszkban, 70 km-re a fővárostól, Moszkvától. A verseny a 2013-as idényben került megrendezésre első alkalommal.

## Futamgyőztesek
| Év   | V. | Versenyző         | Gyártó    | Helyszín     | Összefoglaló |
| ---- | -- | ----------------- | --------- | ------------ | ------------ |
| 2016 | 1  | Gabriele Tarquini | Lada      | Volokolamszk | Összefoglaló |
| 2016 | 2  | Nicky Catsburg    | Lada      | Volokolamszk | Összefoglaló |
| 2015 | 1  | Yvan Muller       | Citroën   | Volokolamszk | Összefoglaló |
| 2015 | 2  | Tiago Monteiro    | Honda     | Volokolamszk | Összefoglaló |
| 2014 | 1  | José María López  | Citroën   | Volokolamszk | Összefoglaló |
| 2014 | 2  | Ma Csing-hua      | Citroën   | Volokolamszk | Összefoglaló |
| 2013 | 1  | Yvan Muller       | Chevrolet | Volokolamszk | Összefoglaló |
| 2013 | 2  | Michel Nykjær     | Chevrolet | Volokolamszk | Összefoglaló |